# 264년

## 연호
- 위(魏) 경원(景元) 5년 / 함희(咸熙) 원년
- 오(吳) 영안(永安) 7년 / 원흥(元興) 원년

## 기년
- 위(魏) 원제(元帝) 5년
- 오(吳) 경제(景帝) 7년 / 말제(末帝) 원년
- 신라(新羅) 미추 이사금(味鄒泥師今) 3년
- 고구려(高句麗) 중천왕(中川王) 17년
- 백제(百濟) 고이왕(古爾王) 31년

## 사건
- 오의 제3대 황제 손휴가 요절한다.
- 강유와 종회가 등애를 잡아 사마소에 반란을 일으키려다가 오히려 역으로 강유와 종회가 사살당한다.
- 등애가 낙양에 돌아오던 도중 아들 등충과 함께 살해당한다.
- 음력 2월, 신라, 왕이 동쪽으로 순행하고 바다를 바라보며 망제(望祭)를 행하였다.
- 음력 3월, 신라, 왕이 황산(黄山)으로 거둥하여, 고령자와 가난하여 스스로 존립할 수 없는 자를 방문하고, 이들을 진휼하였다.

## 사망
- 중국 촉한의 장군 강유
- 중국 조위의 장군 종회
- 중국 조위의 장군 등애
- 중국 오나라의 황제 손휴

## 참고 문헌
- 김부식 (1145). 〈권02 미추 이사금 條〉. 《삼국사기》.